# Меденицька селищна територіальна громада
Меденицька селищна громада — територіальна громада в Україні, у Дрогобицькому районі Львівської області. Адміністративний центр — смт Меденичі.
Площа громади — 296,2 км², населення — 18 847 мешканців (міське: 3 339, сільське: 15 508, 2020 рік).
У теперешньому вигляді утворена 12 червня 2020 року шляхом об'єднання Меденицької селищної, Летнянської, Опарівської, Волощанської, Вороблевицької, Грушівської, Довжанської, Літинської, Ріпчицької, Ролівської, Солонської сільських рад Дрогобицького району.

## Інфраструктура
Станом на 2020 рік на території Меденицької громади є розташовані у смт. Меденичах КНП "Меденицька лікарня", та станції швидкої допомоги, 8 амбулаторій і поліклініки та 12 ФАПи.
Меденицька громада має розгалужену мережу освітніх закладів, тут працює 2 школи І-ІІІ ступеня, 10 шкіл І-ІІ ступеня, 2 школи І ступеня, 14 дитячих садків 1 заклад позашкільної освіти.
Станом на 2020 рік на території Меденицької громади працює 11 закладів культури та 3 заклади фізичної культури.

## Населені пункти
До складу громади входять 17 сіл та смт Меденичі як адміністративний центр (станом на 2020 рік):
- Волоща
- Вороблевичі
- Городківка
- Грушів
- Далява
- Довге
- Зади
- Коросниця
- Летня
- Літиня
- Опарі
- Рівне
- Ріпчиці
- Ролів
- Солонсько
- Тинів

## Склад ради
Рада складається з 27 депутатів та голови громади.
1 грудня 2020 року в смт Меденичах відбулася урочиста сесія Меденицької селищної ради 8 скликання.
Новообраний голова Михайло Живчин та депутати урочисто склали присягу та вступили на свої виборні посади.